# John Hopkins Clarke
John Hopkins Clarke (Elizabeth, 1789. április 1. – Providence, 1870. november 23.) az Amerikai Egyesült Államok szenátora (Rhode Island, 1847–1853).